# Kellan Lain
Kellan Lain, född 11 augusti 1989, är en kanadensisk professionell ishockeyspelare som tillhör NHL-organisationen Edmonton Oilers och spelar för deras primära samarbetspartner Oklahoma City Barons i American Hockey League (AHL). Han har tidigare spelat på NHL-nivå för Vancouver Canucks och på lägre nivåer för Chicago Wolves och Utica Comets i AHL och Lake Superior State Lakers (Lake Superior State University) i National Collegiate Athletic Association (NCAA).
Lain blev aldrig draftad av något lag.

## Statistik
| 2007–2008   | Oakville Blades            | OJAHL       | 31  | 9  | 13 | 22 | 51  | 21 | 11 | 4  | 15 | 60 |
| 2008–2009   | Oakville Blades            | OJAHL       | 47  | 19 | 23 | 42 | 74  | 18 | 10 | 6  | 16 | 22 |
| 2009–2010   | Oakville Blades            | OJAHL       | 16  | 8  | 9  | 17 | 16  | 17 | 5  | 17 | 22 | 22 |
| 2010–2011   | Lake Superior State Lakers | NCAA        | 38  | 4  | 4  | 8  | 40  | —  | —  | —  | —  | —  |
| 2011–2012   | Lake Superior State Lakers | NCAA        | 38  | 9  | 6  | 15 | 59  | —  | —  | —  | —  | —  |
| 2012–2013   | Lake Superior State Lakers | NCAA        | 32  | 8  | 8  | 16 | 111 | —  | —  | —  | —  | —  |
|             | Chicago Wolves             | AHL         | 13  | 0  | 0  | 0  | 6   | —  | —  | —  | —  | —  |
| 2013–2014   | Vancouver Canucks          | NHL         | 9   | 1  | 0  | 1  | 21  | —  | —  | —  | —  | —  |
|             | Utica Comets               | AHL         | 63  | 7  | 12 | 19 | 129 | —  | —  | —  | —  | —  |
| 2014–2015   | Utica Comets               | AHL         | 10  | 0  | 1  | 1  | 20  | —  | —  | —  | —  | —  |
|             | Oklahoma City Barons       | AHL         | 3   | 0  | 0  | 0  | 6   | —  | —  | —  | —  | —  |
| NHL totalt  | NHL totalt                 | NHL totalt  | 9   | 1  | 0  | 1  | 21  | —  | —  | —  | —  | —  |
| AHL totalt  | AHL totalt                 | AHL totalt  | 89  | 7  | 13 | 20 | 161 | —  | —  | —  | —  | —  |
| NCAA totalt | NCAA totalt                | NCAA totalt | 108 | 21 | 18 | 39 | 210 | —  | —  | —  | —  | —  |